# Massacro di Ponticelli
Il massacro di Ponticelli è un caso di cronaca nera avvenuto il 2 luglio 1983 nel quartiere napoletano di Ponticelli quando due bambine vennero rapite, seviziate, stuprate e infine uccise. Del crimine vennero accusati tre giovani abitanti del quartiere che vennero poi condannati. I tre, sempre proclamatisi innocenti, anche dopo aver scontato la pena hanno richiesto la revisione del processo in quanto si professano vittime di un errore giudiziario.

## Storia
Barbara Sellini e Nunzia Munizzi erano due bambine di 7 e 10 anni che abitavano nello stesso palazzo nel quartiere di Ponticelli, alla periferia di Napoli.
La sera del 2 luglio 1983, alle 19:30, le due bambine uscirono di casa per incontrarsi, come si scoprì dopo, con un uomo da loro chiamato Gino, detto anche "Tarzan tutte lentiggini", per fare con lui un giro in macchina; in origine, avrebbe dovuto aggiungersi a loro una terza bambina, Silvana Sasso, ma all'ultimo momento la nonna le aveva impedito di partecipare all'incontro; fu questa bambina a raccontare poi i progetti delle amiche. Le bambine furono viste poi da un'altra loro amica, Antonella Mastrillo, allontanarsi a bordo di una Fiat 500 blu con un fanalino rotto e un cartello "vendesi". Alle 20:30 le bambine non avevano ancora fatto ritorno a casa, motivo per cui iniziano le ricerche per tutto il quartiere Rione Incis e anche per la città. Solo alle 12:00 del successivo 3 luglio una segnalazione proveniente dal Rione Incis conduce i carabinieri a ridosso di un cantiere di una nuova arteria viaria sull'alveo Pollena di Volla, dove furono ritrovati i due corpi semi-carbonizzati.

## Indagini
L'autopsia rivelò che le due bimbe erano state torturate con uno strumento tagliente e infine assassinate. Molti dubbi vi sono sull'orario del massacro, che si sarebbe consumato tra le 19:45 e le 20:30: infatti, si pensa che 45 minuti non siano stati sufficienti per compiere tutte le barbare torture e tutti gli spostamenti necessari al rapimento, alla morte e al trasporto dei cadaveri delle due bambine.  Da una ricostruzione di Telefono Giallo di Corrado Augias andato in onda su Rai 3 nel 1989, viene calcolato un tempo minimo per percorrere tutto il tragitto ed effettuare tutte le operazioni di 95 minuti.
Gli indizi forniti dalla terza bambina, Silvana Sasso, portarono a individuare un venditore ambulante semi-analfabeta, Corrado Enrico, noto come "Maciste" per via della corporatura robusta; fu interrogato e raccontò di farsi chiamare Luigino quando si recava in giro a lavorare come ambulante perché si vergognava del misero lavoro che faceva; confermò anche che il giorno della sparizione era stato nel quartiere di Ponticelli e di possedere una Fiat 500 con un fanale rotto; raccontò di avere appreso della morte delle bambine vedendo sui giornali le foto dei due cadaveri carbonizzati, foto che non risultava fossero mai state pubblicate. Inoltre, in virtù dei suoi precedenti giudiziari, si appurò che era solito molestare bambini sotto il ponte dove furono ritrovate le vittime e lui stesso raccontò, durante gli interrogatori, di come si "divertiva" ad adescare minorenni del posto sotto quell'arco. Nonostante la moglie avesse smentito poi il suo alibi circa il ritorno a casa, il venditore fu lasciato libero e poté poi anche far demolire la sua automobile, che non era stata sequestrata.
Dopo l'appello della madre di Barbara, che pretendeva giustizia, indirizzato al presidente della Repubblica Sandro Pertini, grazie alla testimonianza di Carmine Mastrillo, fratello maggiore di Antonella, furono arrestati tre incensurati tra i 19 e i 21 anni: Ciro Imperante, Giuseppe La Rocca e Luigi Schiavo. Altri due amici, Aniello Schiavo e Andrea Formisano, furono invece accusati di favoreggiamento. In seguito, un tale Ernesto Arzovino farà il nome di un tale Vincenzo Esposito, ragazzo che, il giorno prima del massacro, esattamente il 1º luglio, era stato visto chiacchierare con Barbara e Nunzia. Però anche la posizione di Esposito fu archiviata.

## Il processo
Il processo si svolse su basi prettamente indiziarie e con scarse prove. Non esistono tracce biologiche delle vittime nelle auto dei presunti assassini, i quali non solo avrebbero rapito, forse stuprato, poi ucciso e occultato due cadaveri in meno di un'ora, ma avrebbero anche ripulito i propri vestiti dal sangue delle vittime per presentarsi perfettamente vestiti alla discoteca Eco Club di Volla. Nonostante la tesi accusatoria si basasse unicamente su due testimonianze controverse, l'accusa ha resistito per tutti i tre gradi di giudizio, e si è conclusa con la condanna all'ergastolo di tutti e tre gli imputati.
Nel 2010, per via di alcuni propositi di buona condotta e dopo 27 anni di carcere, i tre sono stati posti in libertà.

## Controversie
La revisione del processo per il duplice omicidio è stata chiesta dai tre e negata per tre volte. Imperante, La Rocca e Schiavo, la cui innocenza è stata sostenuta anche dall'ex giudice antimafia Ferdinando Imposimato, hanno dichiarato di aver chiesto la revisione – rinunciando a qualsiasi eventuale pretesa di risarcimento per ingiusta detenzione – per due soli motivi: «ripulire il proprio nome da quell'orrendo marchio di infamia e mettere le manette a un mostro che cammina ancora in mezzo ai bambini».

## Nella cultura di massa
Il 1º giugno 2024 viene pubblicato l'episodio, diviso in due parti, del podcast "Indagini" del quotidiano online il Post a cura del giornalista Stefano Nazzi, dedicato alla vicenda giudiziaria del Massacro di Ponticelli.